# منتخب اليونان لكأس ديفيز
منتخب اليونان لكأس ديفيز هو ممثل اليونان الرسمي في كرة المضرب في كأس ديفيز .